# Ai Iijima
Ai Iijima  (飯島 愛?, Iijima Ai), pseudonimo di Matsue Okubo  (大久保松恵?, Ōkubo Matsue) (Tokyo, 31 ottobre 1972 – Tokyo, 17 dicembre 2008), è stata una scrittrice, attrice pornografica e personaggio televisivo giapponese.
AV idol in oltre 100 pellicole, nel 2000 ha pubblicato il libro Platonic Sex, tradotto in inglese, coreano, taiwanese e italiano, da cui ne hanno tratto un film e un adattamento televisivo.
Dopo essere diventata una celebrità televisiva, nel 2007 ha annunciato il suo ritiro dal piccolo schermo per via dei suoi problemi di salute. Viene trovata morta nel suo appartamento di Shibuya a causa di una polmonite.